# Svetogorsk
«  Enso (Russie) » redirige ici. Pour les autres significations, voir Enso.
Svetogorsk (en russe : Светогорск ; en finnois : Enso) est une ville industrielle de l'oblast de Léningrad, en Russie, dans le raïon de Vyborg. Sa population s'élevait à 15 955 habitants en 2013 et à 14 982 en 2021..

## Géographie
Svetogorsk est située dans l'isthme de Carélie, au bord de la Vouoksa, à un kilomètre de la frontière finlandaise, à 5 km de la ville finlandaise d'Imatra et à 153 km (207 km par la route) au nord-ouest de Saint-Pétersbourg.

## Histoire
Fondée en 1887, la ville s'appelait à l'origine Enso et faisait partie de la municipalité de Jääski, dans la province finlandaise de Viipuri. Enso se développa, mais l'Union soviétique occupa la ville en 1940 et de nouveau en 1944. Des citoyens soviétiques furent transférés dans la ville après la guerre, principalement en provenance d'Ukraine, de Biélorussie et de Russie. En 1948, Enso a été rebaptisée Svetogorsk.
En 1972, l'Union soviétique passa commande à la Finlande d'une grande usine de cellulose et de papeterie à construire à Svetogorsk. Le projet fut payé avec du pétrole brut soviétique. Le projet permit également de nouer des relations transfrontalières.

## Population
Recensements (*) ou estimations de la population
| 1947   | 1959*  | 1970* | 1979*  | 1989*  |
| ------ | ------ | ----- | ------ | ------ |
| 10 794 | 10 448 | 9 623 | 12 990 | 15 594 |

| 2002*  | 2006   | 2010*  | 2012   | 2013   |
| ------ | ------ | ------ | ------ | ------ |
| 15 698 | 15 406 | 15 981 | 15 893 | 15 955 |

| 2015   | 2017   | 2019   | 2021   | - |
| ------ | ------ | ------ | ------ | - |
| 15 827 | 15 721 | 15 398 | 14 982 | - |

## Économie
Avant la Guerre d'Hiver de 1940, la ville était l'un des principaux sites de l'entreprise finlandaise Enso-Gutzeit Oy, spécialisée dans la pâte à papier et le papier — maintenant Stora Enso. L'armistice de 1940 fixa délibérément la nouvelle frontière finno-soviétique de manière que l'usine soit du côté soviétique. La principale industrie de la ville reste la pâte et le papier.
L'entreprise OAO Svetogorsk est l'une des plus grandes papeteries de Russie et le principal employeur de la ville (environ 3 000 salariés). Couvrant deux kilomètres carrés, OAO Svetogorsk fabrique de la pâte à papier, du papier d'impression et du papier d'emballage. Ses marques comprennent le papier de bureau Svetocopy et Ballet. Depuis décembre 1998, OAO Svetogorsk appartient au groupe américain International Paper.
Une usine de serviettes en papier est adjacente de l'usine Svetogorsk OAO. Elle faisait partie du complexe d'origine, mais a été revendue séparément par International Paper à l'entreprise suédoise SCA lors de l'achat de OAO Svetogorsk à Tetra Laval, qui contrôlait l'usine depuis 1995. Svetogorsk Tissue est intégrée à SCA Hygiene Products Division en 2003. Elle emploie environ 400 personnes. Ses produits comprennent les marques de serviettes en papier et de papier toilette Zewa et Tork.

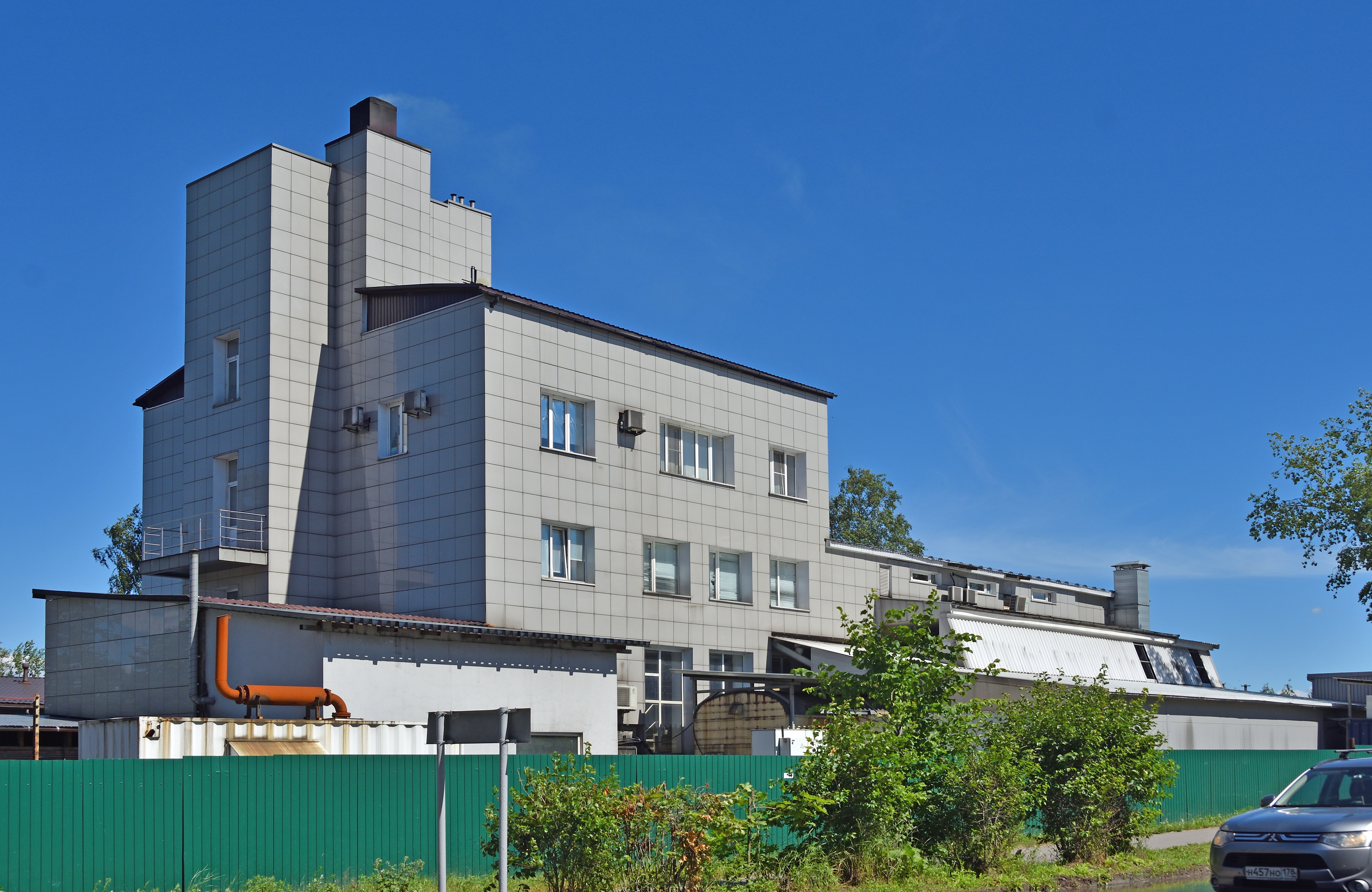
Usine de beurre Valio
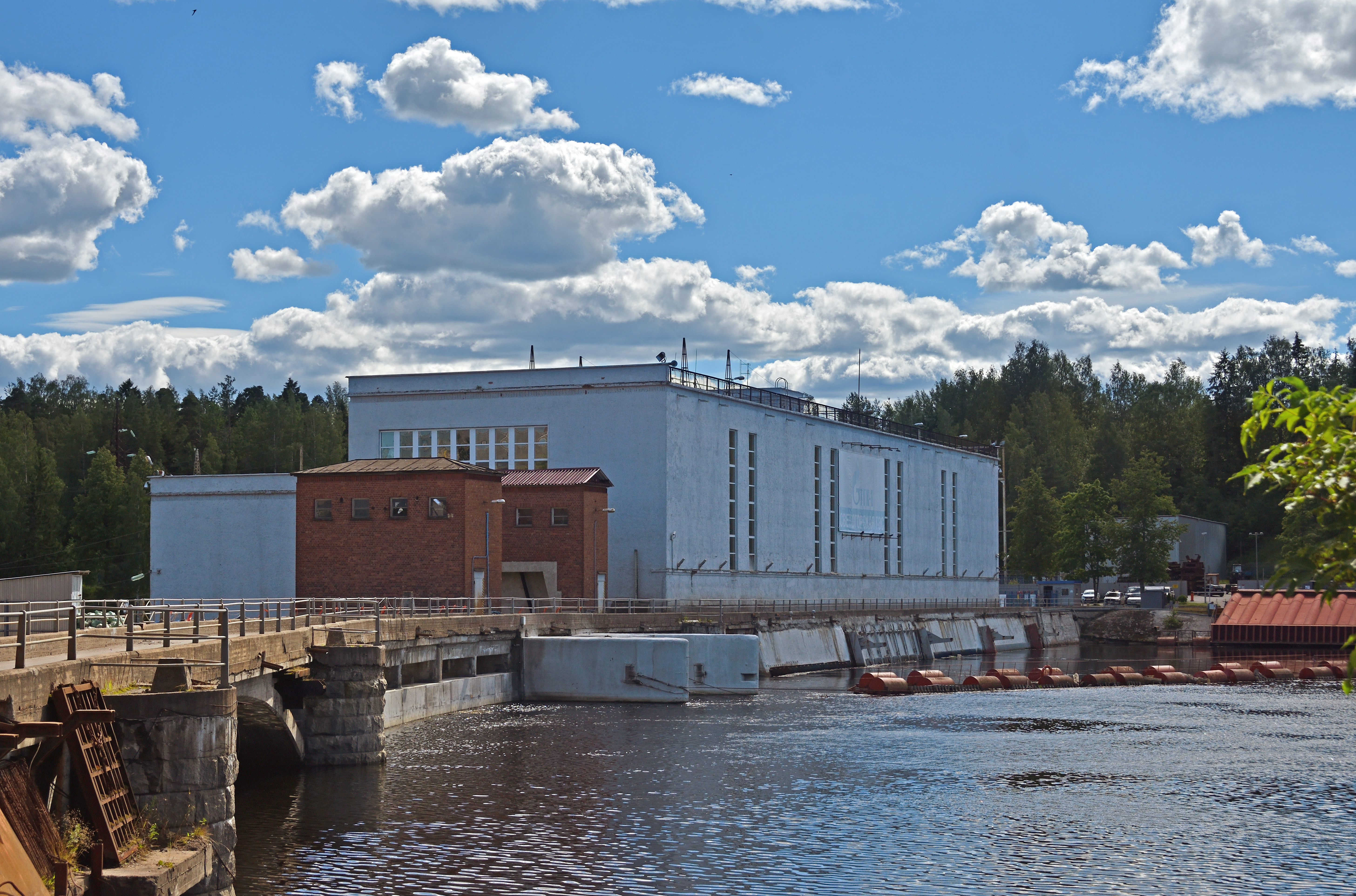
Centrale hydroélectrique
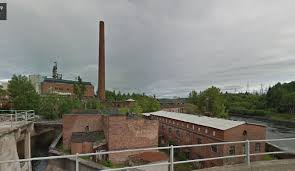
Usine de cellulose et papier

## Frontière russo-finlandaise
Le poste frontière Svetogorsk-Imatra joue un rôle-clé dans le transport du bois entre la Russie et la Finlande. De plus, environ 150 employés font la navette tous les jours d'Imatra aux papeteries de Svetogorsk. Le passage de la frontière, qui a un statut temporaire, a été une cause fréquente de blocages dus à de longues vérifications douanières et à l'insuffisance des installations. Un accord entre la Russie et la Finlande, en 1997, a permis le développement et la pérennité du passage de la frontière. Un projet TACIS financé par l'Union européenne (7 millions d'euros) améliorant le passage avec une capacité de 1 300 voitures par jour a ouvert le 3 juillet 2002. D'autres programmes TACIS sont prévus jusqu'en 2010, comprenant des améliorations aux infrastructures de la ville et le développement d'un parc industriel ayant des taux d'imposition spéciaux.

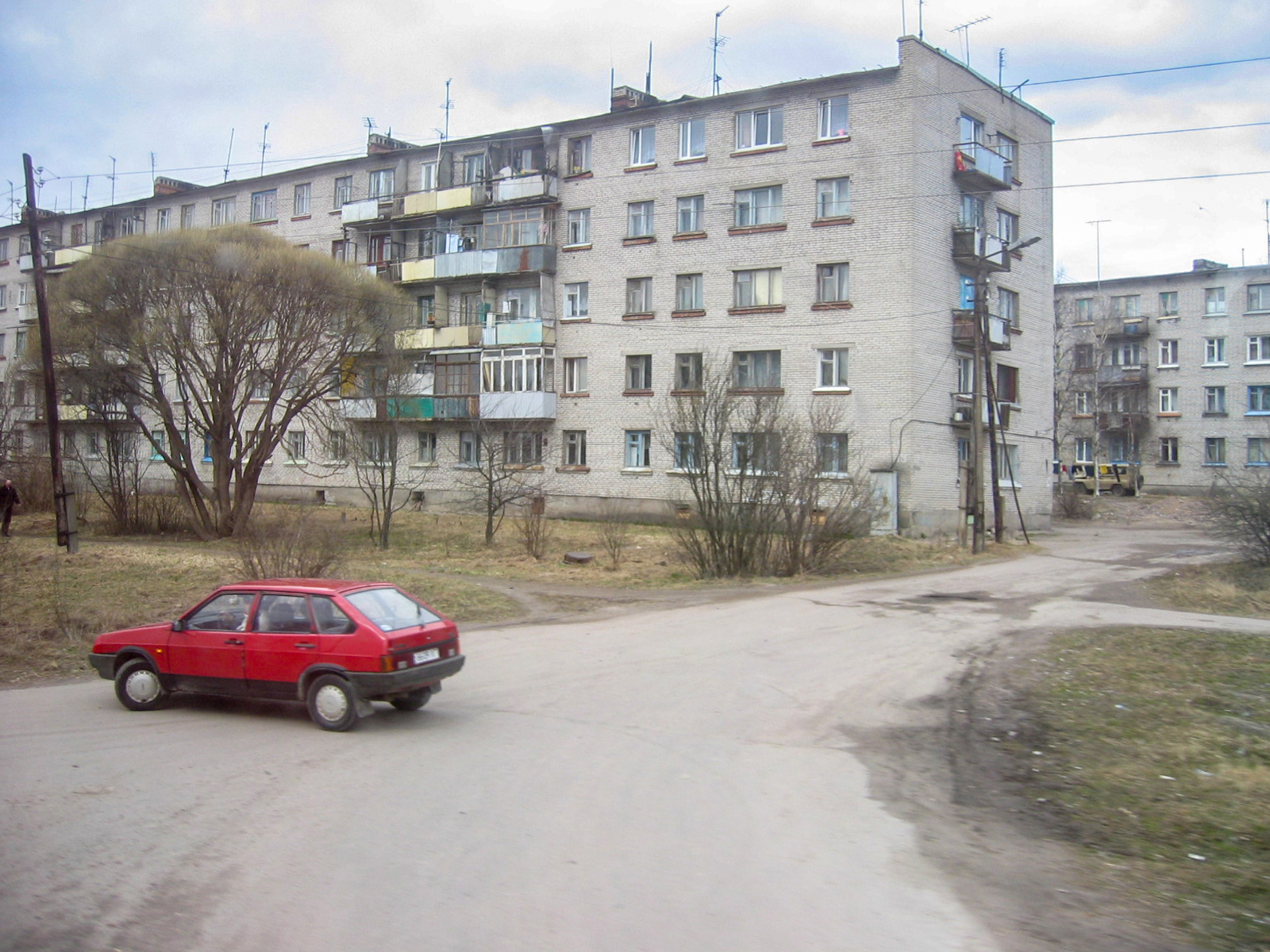
Immeubles d'habitations
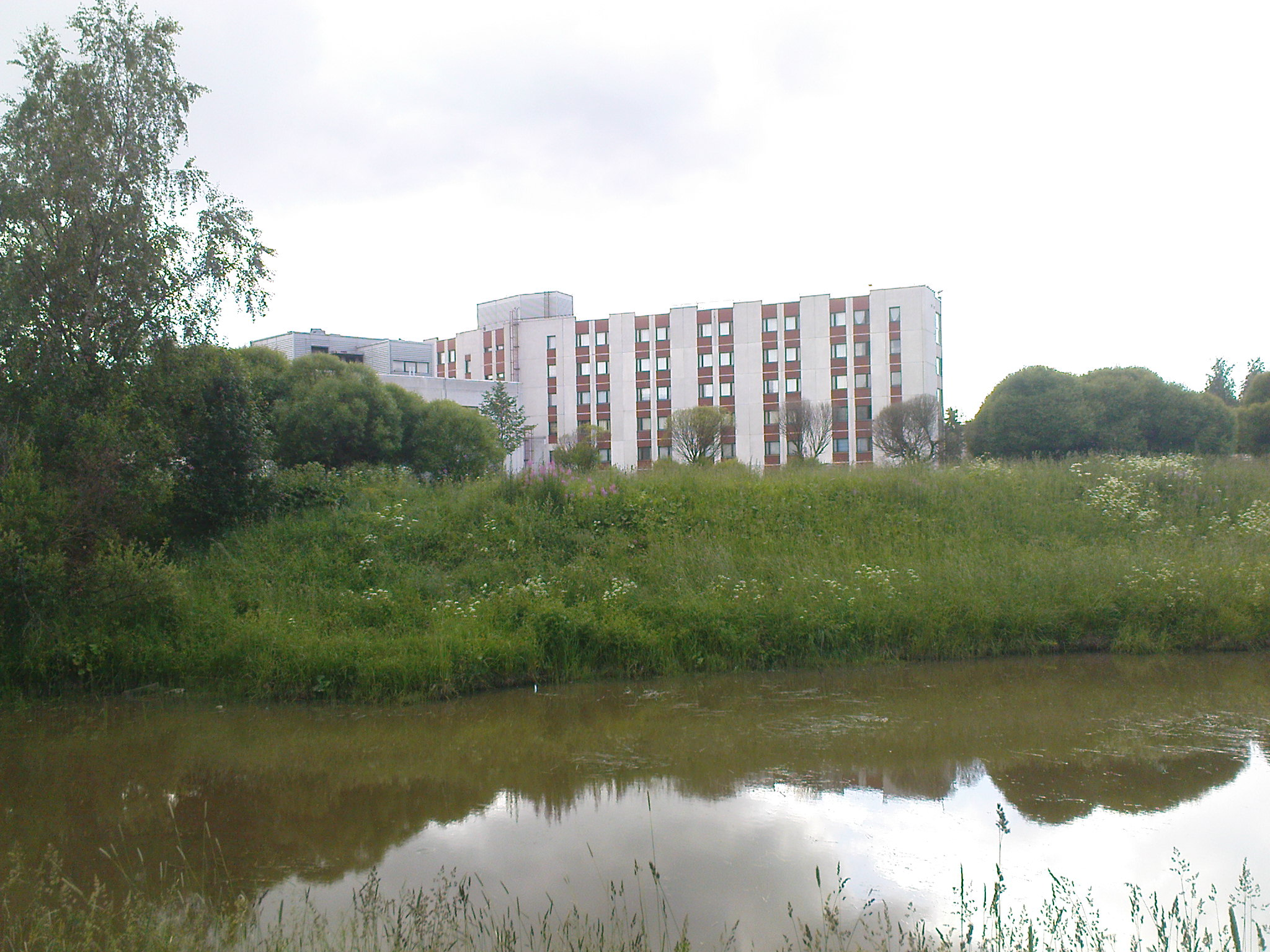
Hôtel
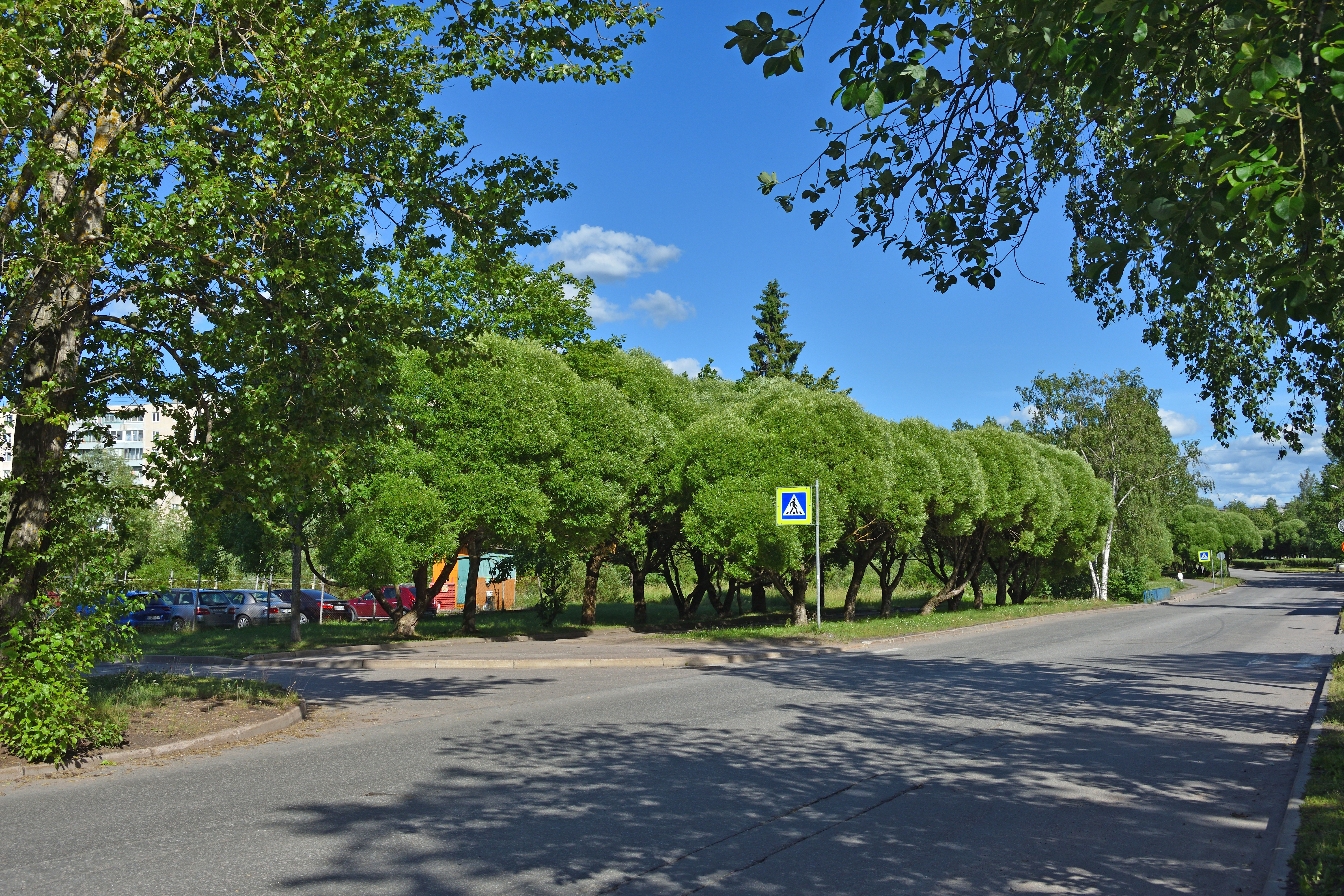
Rue Sportivnaïa en juillet 2019
Maison finlandaise typique des années 1930
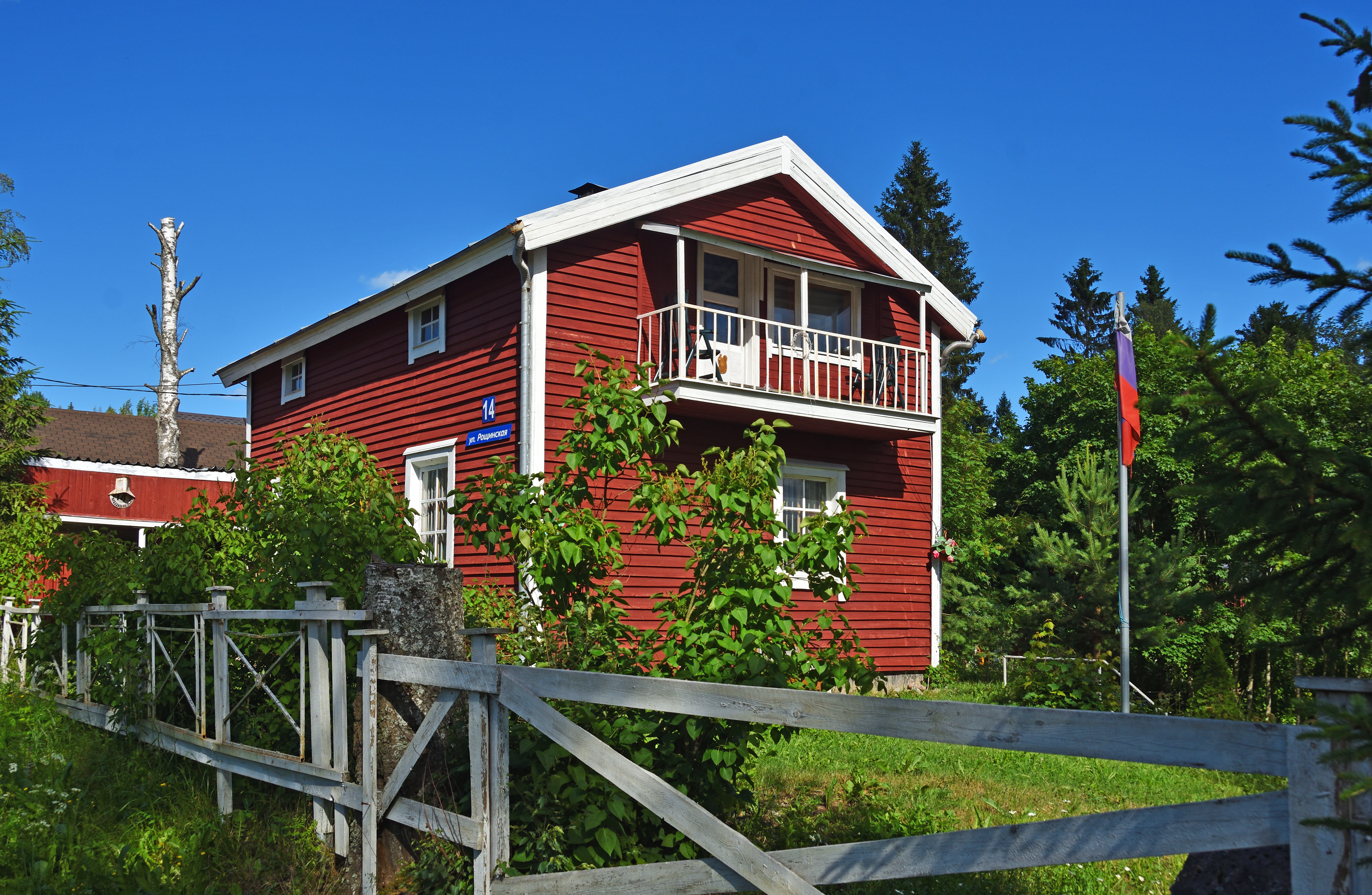
Maison de bois typique